# 43 Pułk Piechoty (austro-węgierski)
Węgierski Pułk Piechoty Nr 43 (niem. Ungarisches Infanterieregiment Nr. 43) – pułk piechoty cesarskiej i królewskiej Armii. 

## Historia pułku
Pułk kontynuował tradycje pułku utworzonego w 1814 roku. 
Okręg uzupełnień nr 43 Caransebeș (węg. Karánsebes) na terytorium 7 Korpusu.
Kolejnymi szefami pułku byli:
- FML Stephan von Jovanoviċ (1883 – †8 XII 1885),
- FZM Philipp von Grünne (1887 – †25 III 1902),
- książę korony Bawarii Ruppert Maria Wittelsbach (od 1902).

Kolory pułkowe: pomarańczowy, guziki srebrne. 
Skład narodowościowy w 1914 roku – 78% Rumuni.
W 1873 roku sztab pułku stacjonował w Peszcie, natomiast komenda rezerwowa i stacja okręgu uzupełnień w Karánsebes.
W 1903 roku komenda pułku razem z 1. i 2. batalionem stacjonowała w Wiedniu, 3. batalion w Bruku nad Litawą, a 4. batalion w Karánsebes.
W latach 1904–1914 komenda pułku razem z 3. i 4. batalionem stacjonowała w Fehértemplom, 2. batalion stacjonował w Karánsebes. Natomiast 1. batalion podlegał dyslokacjom: 1904 – Castelnuovo, 1906 – Budva, 1906–1907 - Kotor a od 1908 w Fehértemplom.
Pułk wchodził w skład 68 Brygady Piechoty należącej do 34 Dywizji Piechoty.

## Żołnierze
Komendanci pułku
- płk Ludwig von Pistory (1873)
- płk Oskar Zednik von Zeldegg (1903–1904)
- płk Gustav Goglia (1905–1909)
- płk Adolf Urbarz (1911–1912)
- płk Anton Mengele von Marossolymos (1913)
- płk Ludwig Schlichting (1914)

Oficerowie
- ppor. Włodzimierz Rachmistruk